# Jim Stolze
Jim Stolze (Vlaardingen, 30 november 1973) is een Nederlands schrijver en ondernemer, bekend geworden als de oprichter van TEDxAmsterdam.

## Schrijver
Ter afronding van zijn MBA-opleiding aan de Lemniscaat business school schreef Stolze een thesis waarin hij de relatie tussen internetgebruik en geluk onderzocht. Hij concludeerde dat mensen die de beschikking hadden over een internet-aansluiting significant gelukkiger waren dan mensen die dat niet hadden. Begin 2009 kreeg dit onderzoek internationale aandacht vanwege het experiment waarin Stolze zich een hele maand had afgesloten van het internet. Deze ervaringen vormden de basis voor zijn eerste boek getiteld Hoe overleef ik mijn inbox.
In 2011 schreef Stolze het boek Uitverkocht!. Hierin beschrijft hij de opkomst van wat hij de aandachtseconomie noemt. Bedrijven zijn volgens hem te veel gefocust op groei en financiële winst, oftewel ROI (return on investment). Terwijl ze daardoor hun belangrijkste klanten in de kou laten staan en meer zouden moeten sturen op ROA (return on attention). Het boek werd genomineerd als Managementboek van het Jaar.
Eind 2018 verscheen Algoritmisering, wen er maar aan. In dat boek laat Stolze zijn licht schijnen op kunstmatige intelligentie en machine learning. Naast praktische voorbeelden uit het bedrijfsleven kijkt hij ook kritisch naar de ethische aspecten van data-gedreven systemen.

## TEDx

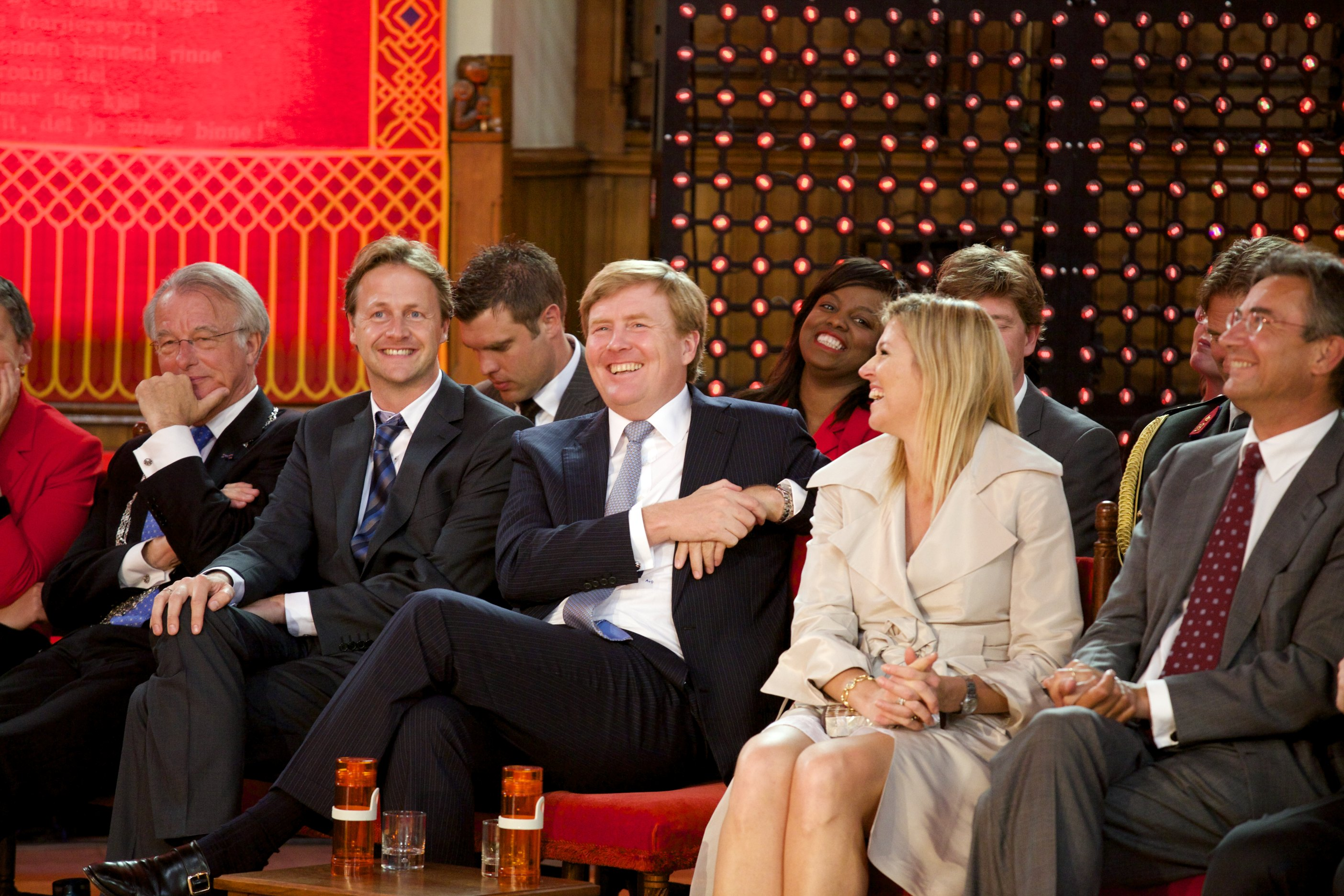
V.l.n.r. burgemeester Jozias van Aartsen, Jim Stolze. Z.M. koning Willem Alexander, H.M. koningin Máxima en toenmalig minister Maxime Verhagen, tijdens TEDxBinnenhof 2012

In 2008 was Stolze te gast bij de Amerikaanse TED-conferentie om te komen spreken over zijn master thesis. Dit gaf hem en zijn team in 2009 de mogelijkheid het eerste Nederlandse TEDx-congres te organiseren, TEDxAmsterdam. Een TEDx is een conferentie die onder licentie georganiseerd wordt. Sinds 2011 is Jim Stolze officieel TEDx-ambassadeur namens TED.com.
In 2012 organiseerde Stolze met medewerkers van diverse ministeries een TEDx event in De Ridderzaal. Tijdens TEDxBinnenhof presenteerden 10 ondernemers, onderzoekers en uitvinders hun baanbrekende idee als oplossingen voor diverse maatschappelijke problemen. In het publiek bevonden zich onder meer Prins Willem-Alexander, Prinses Máxima, Jozias van Aartsen en Maxime Verhagen.
In samenwerking met het Doha Film Institute organiseerde hij in het Midden-Oosten diverse TEDx-evenementen waaronder de TEDxSummit in Doha. Het werd de grootste TED ooit met bijna 2000 mensen in de open lucht. Sprekers waren onder meer Hans Rosling, Zain Awad, KK Raghava en Sheikha Al-Mayassa Al-Thani. De opening werd live uitgezonden door Al Jazeera en werd later beloond met een Gouden Lyon in Cannes.

## Televisie
Na optredens bij De Wereld Draait Door en Pauw en Witteman, werd Jim Stolze gevraagd als vaste innovatie-deskundige bij RTLZ. Samen met Hella Hueck bedacht hij het televisieprogramma Toekomstmakers. Een wekelijks magazine dat aandacht besteedt aan ambitie, ondernemerschap en innovatie. Daarnaast presenteerde hij 40 afleveringen van Ztalks waarin bekende Nederlanders gevraagd wordt welke toespraak grote indruk op hen heeft gemaakt. De fragmenten worden afgewisseld met colleges van de Universiteit van Nederland en TEDx talks.

## Nevenfuncties
- Voormalig bestuurslid van het Nationaal Comité 4 en 5 mei (2011 - 2017).
- Lid Raad van Toezicht van de Consumentenbond.
- Mede-oprichter van Singularity University Nederland.

## Boeken
- Algoritmisering, wen er maar aan (Boom Uitgevers, 2018) ISBN 9789024403028
- Uitverkocht! (AW Bruna LeV, 2011) ISBN 9022998789
- Hoe overleef ik mijn inbox? (Nieuw Amsterdam, 2009) ISBN 9046806227
- Nederland in ideeën (Co-auteur met Beatrice de Graaf, Jeroen Smit, Gerard ’t Hooft, Neelie Kroes en anderen, 2013) ISBN 9789490574987